# Good Morning America
Good Morning America (tạm dịch: Chào buổi sáng Hoa Kỳ, tên gọi tắt: GMA) là một chương trình truyền hình buổi sáng của Mỹ được phát sóng trên kênh ABC. Chương trình phát sóng lần đầu vào ngày 03 Tháng Mười Một năm 1975, và lần đầu tiên mở rộng đến những ngày cuối tuần với sự ra mắt của một phiên bản Chủ nhật vào 03 tháng 1, năm 1993. Các ấn bản chủ nhật sau đó đã bị hủy bỏ vào năm 1999; phiên bản cuối tuần trở lại trên cả hai ngày Thứ Bảy và Chủ Nhật từ ngày 04 tháng 9 năm 2004 đến nay. Chương trình được phát sóng từ 7:00-9:00 sáng trong tất cả các khu vực thời gian Hoa Kỳ (truyền hình trực tiếp ở múi giờ miền Đông; phát sóng truyền tiếp ở các múi giờ khác trên cả nước); các phiên bản thứ Bảy và Chủ nhật kéo dài một tiếng đồng hồ và được tường thuật trực tiếp từ 07:00 (giờ miền Đông), mặc dù các trạm ở một số thị trường phát sóng các chương trình phát sóng vào cuối tuần hoặc một giờ sớm hơn hoặc muộn hơn khung 07:00. Người xem trong khu vực múi giờ Thái Bình Dương nhận được luồng phát sóng riêng, với hình hiệu mở đầu riêng cùng các bản tin cập nhật cho khu vực. Một khung giờ thứ ba được phát sóng độc quyền trong tuần trên ABC News Now, từ 2007 đến 2008.
Nội dung của chương trình bao gồm tin tức, các cuộc phỏng vấn, dự báo thời tiết, những câu chuyện đặc biệt quan tâm, cùng một số chuyên mục như "Pop News" (đưa tin về văn hóa đại chúng, tin tức giải trí, và đời sống mạng xã hội), "GMA Heat Index" (đưa tin kết hợp giữa tin tức giải trí, lối sống và những câu chuyện được công chúng quan tâm) và "Play of the Day" (thường sẽ là các viral video hoặc video clip ngắn, trích đoạn các chương trình truyền hình). Nó được sản xuất bởi ABC News và chương trình phát sóng từ Times Square Studios ở Quảng trường Thời đại của thành phố New York. Các người dẫn chính của chương trình là Robin Roberts, George Stephanopoulos và Lara Spencer, cùng với người dẫn tin Amy Robach và MC thời tiết Ginger Zee.
Good Morning America đã được các chương trình buổi sáng có lượng theo dõi nhiều nhất trong tổng số người xem cùng một lượng khán giả nhất định mỗi năm kể từ mùa hè năm 2012. GMA thường được xếp thứ hai trong bảng xếp hạng các chương trình, sau chương trình Today của đài NBC từ năm 1995 đến năm 2012. [3] Nó đã vượt qua đối thủ của mình cho một giai đoạn từ đầu đến giữa những năm 1980 với các MC David Hartman và Joan Lunden, từ cuối năm 1980 đến giữa năm 1990 với Charles Gibson và Lunden, và vào tháng 4 năm 2012 với Roberts và Stephanopoulos.
Good Morning America giành được ba giải thưởng Daytime Emmy đầu tiên cho "Chương trình Buổi sáng nổi bật", chia sẻ giải thưởng nhậm chức năm 2007 với Hôm nay và giành giải thưởng năm 2008 và 2009 hoàn toàn.